# Відлісбах
Відлісбах (нім. Wiedlisbach) — місто  в Швейцарії в кантоні Берн, адміністративний округ Верхнє Ааргау.

## Географія
Місто розташоване на відстані близько 37 км на північний схід від Берна.
Відлісбах має площу 7,5 км², з яких на 20,8% дозволяється будівництво (житлове та будівництво доріг), 48,4% використовуються в сільськогосподарських цілях, 28% зайнято лісами, 2,8% не є продуктивними (річки, льодовики або гори).

## Демографія
2019 року в місті мешкало 2378 осіб (+9% порівняно з 2010 роком), іноземців було 17,9%. Густота населення становила 317 осіб/км².
За віковим діапазоном населення розподілялося таким чином: 18,3% — особи молодші 20 років, 63,5% — особи у віці 20—64 років, 18,3% — особи у віці 65 років та старші. Було 1136 помешкань (у середньому 2,1 особи в помешканні).
Із загальної кількості 1245 працюючих 45 було зайнятих в первинному секторі, 327 — в обробній промисловості, 873 — в галузі послуг.